# Clinker Peak
Clinker Peak är en bergstopp i Kanada.   Den ligger i provinsen British Columbia, i den sydvästra delen av landet, 3 500 km väster om huvudstaden Ottawa. Toppen på Clinker Peak är 1 992 meter över havet. Clinker Peak ligger vid sjön Garibaldi Lake.
Terrängen runt Clinker Peak är bergig åt sydväst, men åt nordost är den kuperad.Runt Clinker Peak är det mycket glesbefolkat, med 2 invånare per kvadratkilometer.. 
Trakten runt Clinker Peak är permanent täckt av is och snö.